# Ferenc Fricsay
Ferenc Fricsay (Budapeste, Império Austro-Húngaro, 9 de agosto de 1914 — Basileia, 20 de fevereiro de 1963) foi um maestro húngaro, naturalizado austríaco em 1958.
Estudou música com Béla Bartók, Zoltán Kodály, Ernst von Dohnányi e Leo Weiner. Fricsay fez sua primeira aparição como maestro aos quinze anos de idade, substituindo o pai. Ele tornou-se diretor musical da recém-formada Orquestra Sinfônica RIAS na Aleamanha em 1949.Ele foi o diretor musical da Orquestra Sinfônica de Houston em 1954. De 1956 até 1958 ele foi o diretor musical da Ópera do Estado Bávaro, da Ópera Alemã de Berlim e da Filarmônica de Berlim. 
Do início da década de 1950 até à sua morte ele fez inúmeras gravações com a Deutsche Grammophon. Seu último concerto aconteceu dia 7 de dezembro de 1961 em Londres, onde conduziu a Filarmônica de Londres da Sinfonia n.º 7 de Beethoven.
Faleceu por cancro de estômago.